# Liste der Monuments historiques in Voulx
Die Liste der Monuments historiques in Voulx führt die Monuments historiques in der französischen Gemeinde Voulx auf.

## Liste der Bauwerke
| Bezeichnung                       | Beschreibung              | Standort              | Kennzeichnung | Schutzstatus | Datum | Bild           |
| --------------------------------- | ------------------------- | --------------------- | ------------- | ------------ | ----- | -------------- |
| Kirche Notre-Dame-de-l’Assomption |                           | (Lage)                | PA00087330    | Inscrit      | 1926  | weitere Bilder |
| Maison des Dîmes                  | Erbaut im 17. Jahrhundert | 82, Grande-Rue (Lage) | PA00087331    | Inscrit      | 1987  | weitere Bilder |

## Liste der Objekte
Zum Verständnis siehe: Kirchenausstattung
| Bezeichnung                          | Beschreibung                                                               | Standort                                        | Kennzeichnung | Schutzstatus | Datum | Bild |
| ------------------------------------ | -------------------------------------------------------------------------- | ----------------------------------------------- | ------------- | ------------ | ----- | ---- |
| Ölgemälde Letztes Abendmahl          | 17. Jahrhundert                                                            | in der Kirche Notre-Dame-de-l’Assomption (Lage) | PM77004819    | Inscrit      | 1994  |      |
| Ölgemälde Madonna mit Kind           | 18. Jahrhundert, nach einem Gemälde von Giovani Battista Salvi (1609–1685) | in der Kirche Notre-Dame-de-l’Assomption (Lage) | PM77004818    | Inscrit      | 1994  |      |
| Gemälde mit Rahmen: Heiliger Vinzenz | Holz, vergoldet und Öl auf Leinwand; erste Hälfte des 19. Jahrhunderts     | in der Kirche Notre-Dame-de-l’Assomption (Lage) | PM77003163    | Inscrit      | 1979  |      |
| Taufbecken                           | Kalkstein, 18. Jahrhundert                                                 | in der Kirche Notre-Dame-de-l’Assomption (Lage) | PM77003069    | Inscrit      | 1978  |      |